# Brian Madjo
Brian Djomeni Madjo (* 12. Januar 2009 in London, England) ist ein luxemburgisch-kamerunischer Fußballspieler.

## Karriere

### Verein
Von seinem Heimatverein FC Marisca Mersch wechselte Madjo über den RFC Union Luxemburg in der Winterpause der Saison 2023/24 zum NLZ des französischen Erstligisten FC Metz. Aktuell spielt er für dessen U-19-Mannschaft in der höchsten Spielklasse, dem Championnat National U19. In der Saison 2024/25 schoss er dort in 24 Ligaspielen zwölf Treffer, verpasste aber als Tabellenfünfter den Sprung in die Meisterrunde.

### Nationalmannschaft
Nach diversen Einsätzen in der U-16-Auswahl Luxemburgs debütierte Madjo als 16-Jähriger am 22. März 2025 beim Testspiel gegen Schweden (1:0) für die Luxemburgische A-Nationalmannschaft, als er vor heimischer Kulisse in der Startelf stand und in der 60. Minute für Alessio Curci ausgewechselt wurde.

## Sonstiges
Der Stürmer ist für die Fußballverbände von England, Luxemburg und Kamerun spielberechtigt. Sein Vater Guy Madjo (* 1984) war ebenfalls Fußballprofi und spielte u. a. für Shrewsbury Town und die Tranmere Rovers in England sowie den albanischen Erstligisten KS Bylis Ballsh.